# 이준안
이준안(1961년 7월 28일 ~ )는 대한민국의 KBS 전 해설국장이다.

## 학력
- 서울대학교 공법학과

## 경력
- 1987년 : KBS 공채 15기 기자 입사
- 1991년 ~ 1993년 : KBS 노동조합 공정방송추진위원회 간사
- 1998년 ~ 2002년 : KBS 언론노조 KBS 본부 중앙위원
- 2007년 ~ 2009년 : KBS 보도본부 라디오뉴스 제작팀
- 2007년 : 전국언론노동조합연맹 위원장
- 2010년 ~ 2012년 11월 : KBS 인재개발원 국장
- 2012년 11월 ~ 2015년 4월 : KBS 보도본부 취재주간
- 2015년 4월 ~ 2016년 8월 : KBS 부산방송총국장
- 2016년 8월 ~ 2018년 3월 : KBS 보도본부 해설국장
- 2023년 11월 ~ 2024년 10월 : 한국방송광고진흥공사 상임이사/경영전략본부장(전무이사)

## 진행
- KBS 1TV 일요진단 진행 : 2017년 9월 3일 ~ 2018년 3월 25일